# Dongting-See
Der Dongting-See (chinesisch 洞庭湖, Pinyin Dòngtíng Hú, W.-G. Tung-t'ing Hu) im Norden der Provinz Hunan ist der zweitgrößte Binnensee der Volksrepublik China. Er wird von mehreren Flüssen gespeist und entwässert in den nördlich am See vorbeifließenden Jangtsekiang. Die Provinzen Hunan („südlich des Sees“) und Hubei („nördlich des Sees“) sind nach ihrer Lage bezogen auf den See benannt worden.
Die normale Fläche des Sees beträgt 2.820 km²; im Sommer (Juli bis September), wenn vor allem die Hochwasser des Jangtsekiang in den See fließen, kann sich die Fläche bis auf 20.000 km² ausdehnen. Damit stellt der Dongting-See ein wichtiges natürliches Rückhaltebecken zur Regulierung der Wasserführung des Jangtsekiang dar. Diese Funktion kann der See aber immer weniger wahrnehmen, da die jährlich auftretenden Überschwemmungen in immer kürzeren Abständen die kritischen Marken überschreiten. 1998 verloren mehr als 4.000 Menschen ihr Leben, 2002 waren es weniger, weil die Dämme hielten. Bei den Überschwemmungen handelt es sich weniger um Natur- als vielmehr um von Menschen verursachte Katastrophen. Die Abholzung von Schutzwäldern, Trockenlegung von Feuchtgebieten und Anlage von Wohn- und Industriegebieten in bisher als Überschwemmungsfläche für den See genutzten Bereichen haben dazu geführt, dass diese unwiederbringlich verloren gegangen sind.
Die durch den Jangtsekiang mitgeführte Sedimentfracht, die sich in der Dongting-Ebene ablagerte, führte zur Entstehung sehr fruchtbarer Marschböden, so dass die Ebene um den See zu einem der wichtigsten Reisanbaugebiete Chinas wurde. Auch dadurch gingen ausgedehnte Überschwemmungsareale verloren.
Während der flache Dongting-See zur Zeit der Han-Dynastie noch der größte Binnensee Chinas war, ist seine Fläche seitdem durch die Gewinnung von Neuland kleiner geworden, so dass er heute nach dem Poyang-See an zweiter Stelle rangiert.
Die in den Dongting-See mündenden Flüsse, darunter Xiang (2288 m³/s), Zi (795 m³/s), Yuan (2158 m³/s), Li (551 m³/s) und Miluo, führen dem See im Mittel insgesamt über 6000 m³/s Wasser zu, womit der Seeausfluss den mit Abstand wasserreichsten Zufluss des Jangtsekiang darstellt. Zusätzlich erreichen drei südliche Nebenarme des Jangtsekiang mit zusammen über 3500 m³/s mittlerem Durchflussvolumen den See. Sie übertreffen das Volumen des Xiang Jiang, womit der Dongting-See ein Teil des Jangtsekiang-Flusslaufs ist. Besonders aus diesem Zustrom setzen sich große Schwebstoffmengen im Seebecken ab.
Die wichtigsten Städte am See sind Yueyang und Yuanjiang. Changsha, die Hauptstadt Hunans, liegt etwa 60 km südöstlich des Dongting-Sees und kann über den Jangtsekiang, den Dongting-See und den Xiang Jiang mit Seeschiffen erreicht werden.